# Бетмен заувек
Бетмен заувек (енгл. Batman Forever) је амерички суперхеројски филм из 1995. године редитеља Џоела Шумахера и продуцента Тима Бертона. Овај филм је трећи филм из серијала, где главну улогу тумачи Вал Килмер који је заменио Мајкла Китона у улози Брус Вејна/Бетмена. У главним улогама су такође Томи Ли Џоунс, Џим Кери, Никол Кидман и Крис О’Донел. Радња филма прати Бетмена, који покушава да заустави Дволичног и Загонетача у намери да исцрпе информације из свих мозгова у Готам Ситију. Бетмен се удружује са докторком Чејс Меридијан и помоћником Робином.
Филм је премијерно приказан 16. јуна 1995. године, добио је мешане критике публике, али је био комерцијални успех. Филм је зарадио 336 милиона долара широм света и постао је шести филм по заради 1995. године. Филм прати наставак Бетмен и Робин из 1997. године, који је такође режирао Шумахер и где је Џорџ Клуни заменио Килмера као Бетмен.

## Радња
Филм почиње са Бетменом који зауставља талачку кризу коју је проузроковао Дволични, алтер его физички и емоционално унакаженог окружног тужиоца Харвија Дента. Дволични успева да побегне. Едвард Нигма, истраживач у Вејн ентерпрајзу развија уређај који спаја телевизију и људски мозак. Брус Вејн одбија ту направу, а Нигма даје отказ.
Након што је упознао докторку Чејс Меридијан, Вејн је позива на циркуску представу. Дволични и његови помоћници упадају унутра и убијају породицу акробата, Летеће Грејсонове. Најмлађи члан, Дик преживљава и спречава експлозију бомбе коју је Дволични поставио. По повратку схвата да му је Дволични убио породицу и побегао. Вејн преузима одговорност за Дика и допушта му да остане на свом имању. Дик говори да ће убити Дволичног, како би осветио породицу. Након што је открио Вејнов тајни идентитет, инсистира да постане његов помоћник Робин.
У међувремену, Нигма је постао психолошки опседнут Вејном, па почиње да му оставља загонетке. Постаје криминалац по имену Загонетач и удружује се са Дволичним. Нигма са својим изумом може да чита и контролише људске мисли, па да им украде количник интелигенције. Он открива Вејнов тајни идентитет, а Робин спашава Вејнов живот. Загонетач и Дволични проналазе тајну Бетменову пећину, уништавају већину опреме и остављају му загонетку.
Решивши загонетку, Бетмен и Робин проналазе Загонетачеву јазбину. Робин и Чејс остају заробљени. Давши Бетмену избор да спаси једно од њих, он проналази начин како да спаси обоје. Бетмен уништава направу за скупљање можданих таласа, притом унаказивши Загонетача. У двобоју до смрти, Дволични поклекне. Загонетача потом шаљу у лудницу Аркам, а Чејс почиње да се бави његовим случајем. Загонетач јој у свом лудилу признаје како је он Бетмен. Чејс се након тога сусретне са Бетменом напољу и каже му да је његова тајна сигурна са њом.

## Улоге
| Глумац         | Улога                    |
| -------------- | ------------------------ |
| Вал Килмер     | Брус Вејн / Бетмен       |
| Томи Ли Џоунс  | Харви Дент / Дволични    |
| Џим Кери       | Едвард Нигма / Загонетач |
| Никол Кидман   | Чејс Меридијан           |
| Крис О’Донел   | Дик Грејсон / Робин      |
| Мајкл Гоф      | Алфред Пениворт          |
| Пет Хингл      | Џејмс Гордон             |
| Дру Беримор    | Шећер                    |
| Деби Мејзар    | Спајс                    |
| Рене Обержонуа | доктор Бартон            |
| Ед Бегли Млађи | Фред Стикли              |
| Мајкл Пол Чен  | помоћник #1              |
| Џон Фавро      | помоћник #2              |
| Џо Грифаси     | чувар банке              |